# A-League 2009/10
Die A-League 2009/10 war die fünfte Spielzeit der höchsten australischen Spielklasse im Fußball der Männer. Sie begann am 6. August 2009 mit dem Spiel des amtierenden Meisters Melbourne Victory gegen die Central Coast Mariners (0:2) und endete am 20. März 2010 mit dem Grand Final zwischen Melbourne Victory und dem Sydney FC (2:4 im Elfmeterschießen).

## Abschlusstabelle
| Pl. | Verein                    | Sp. | S  | U  | N  | Tore    | Diff. | Punkte |
| --- | ------------------------- | --- | -- | -- | -- | ------- | ----- | ------ |
| 1.  | Sydney FC                 | 27  | 15 | 3  | 9  | 035:230 | +12   | 48     |
| 2.  | Melbourne Victory (M)     | 27  | 14 | 5  | 8  | 047:320 | +15   | 47     |
| 3.  | Gold Coast United (N)     | 27  | 13 | 5  | 9  | 039:350 | +4    | 44     |
| 4.  | Wellington Phoenix        | 27  | 10 | 10 | 7  | 037:290 | +8    | 40     |
| 5.  | Perth Glory               | 27  | 11 | 6  | 10 | 038:340 | +4    | 39     |
| 6.  | Newcastle United Jets     | 21  | 6  | 7  | 8  | 019:200 | −1    | 25     |
| 7.  | North Queensland Fury (N) | 27  | 8  | 8  | 11 | 029:460 | −17   | 32     |
| 8.  | Central Coast Mariners    | 27  | 7  | 9  | 11 | 032:290 | +3    | 30     |
| 9.  | Brisbane Roar             | 27  | 8  | 6  | 13 | 032:420 | −10   | 30     |
| 10. | Adelaide United           | 27  | 7  | 8  | 12 | 024:330 | −9    | 29     |

### Finalrunde
|          | Knockout / Halbfinale | Knockout / Halbfinale | Knockout / Halbfinale | Knockout / Halbfinale | Knockout / Halbfinale |                   |                                                               | Halbfinale            | Halbfinale            | Halbfinale            | Halbfinale            | Halbfinale      |  |  | Preliminary final  | Preliminary final |  |  | Grand Final       | Grand Final      |
|          |                       |                       |                       |                       |                       |                   |                                                               |                       |                       |                       |                       |                 |  |  |                    |                   |  |  |                   |                  |
|          |                       |                       |                       | A: 18. Februar 2010   |                       |                   |                                                               |                       |                       |                       |                       |                 |  |  |                    |                   |  |  |                   |                  |
|          |                       |                       |                       | A2: 6. März 2010      |                       |                   |                                                               |                       |                       |                       |                       |                 |  |  |                    |                   |  |  |                   |                  |
|          |                       |                       | 1                     | Sydney FC             | Sydney FC             | Sydney FC         | Sydney FC                                                     | Sydney FC             | 1                     | 2                     |                       |                 |  |  |                    |                   |  |  |                   |                  |
|          |                       |                       | 2                     | Melbourne Victory     | Melbourne Victory     | Melbourne Victory | Melbourne Victory                                             | Melbourne Victory     | 2                     | 2                     |                       |                 |  |  |                    |                   |  |  | F: 20. März 2010  | F: 20. März 2010 |
|          |                       |                       |                       |                       |                       |                   |                                                               |                       |                       |                       |                       |                 |  |  |                    |                   |  |  | Melbourne Victory | 2                |
|          |                       | B: 20. Februar 2010   | B: 20. Februar 2010   | B: 20. Februar 2010   | B: 20. Februar 2010   |                   |                                                               |                       |                       |                       |                       |                 |  |  | E: 13. März 2010   | E: 13. März 2010  |  |  | Sydney FC         | 141              |
|          | 3                     | Gold Coast United     | Gold Coast United     | Gold Coast United     | 5                     |                   |                                                               |                       |                       |                       |                       |                 |  |  | Sydney FC          | 4                 |  |  |                   |                  |
|          | 6                     | Newcastle United Jets | Newcastle United Jets | Newcastle United Jets | 6                     |                   |                                                               | D: 7. März 2010       | D: 7. März 2010       | D: 7. März 2010       | D: 7. März 2010       | D: 7. März 2010 |  |  | Wellington Phoenix | 2                 |  |  |                   |                  |
|          |                       |                       |                       |                       |                       |                   |                                                               | Wellington Phoenix    | Wellington Phoenix    | Wellington Phoenix    | Wellington Phoenix    | 3               |  |  |                    |                   |  |  |                   |                  |
|          |                       | C: 21. Februar 2010   | C: 21. Februar 2010   | C: 21. Februar 2010   | C: 21. Februar 2010   |                   |                                                               | Newcastle United Jets | Newcastle United Jets | Newcastle United Jets | Newcastle United Jets | 1               |  |  |                    |                   |  |  |                   |                  |
|          | 4                     | Wellington Phoenix    | Wellington Phoenix    | Wellington Phoenix    | 4                     |                   |                                                               |                       |                       |                       |                       |                 |  |  |                    |                   |  |  |                   |                  |
|          | 5                     | Perth Glory           | Perth Glory           | Perth Glory           | 2                     |                   |                                                               |                       |                       |                       |                       |                 |  |  |                    |                   |  |  |                   |                  |
|          |                       |                       |                       |                       |                       |                   | \| Legende: \| \| Unterlegenes Team \| \| Siegreiches Team \| |                       |                       |                       |                       |                 |  |  |                    |                   |  |  |                   |                  |
| Legende: |                       | Unterlegenes Team     |                       | Siegreiches Team      |                       |                   |                                                               |                       |                       |                       |                       |                 |  |  |                    |                   |  |  |                   |                  |

1 Sieg im Elfmeterschießen
| Melbourne Victory                           | Melbourne Victory | Sydney FC | Sydney FC |
| ------------------------------------------- | --- | --- | --------- |
| Melbourne Victory                           | \| Grand Final \| \| 20. März 2010 in Melbourne (Etihad Stadium) \| \| Ergebnis: 1:1 n. V. (1:1, 0:0), 2:4 i. E. \| \| Zuschauer: 44.560 \| \| Schiedsrichter: Strebre Delovski \|                                                                           | \| Grand Final \| \| 20. März 2010 in Melbourne (Etihad Stadium) \| \| Ergebnis: 1:1 n. V. (1:1, 0:0), 2:4 i. E. \| \| Zuschauer: 44.560 \| \| Schiedsrichter: Strebre Delovski \|                                                                          | Sydney FC |
| Melbourne Victory                           | Mitchell Langerak – Surat Sukha (70. Evan Berger), Kevin Muscat , Rodrigo Vargas, Adrian Leijer – Leigh Broxham, Carlos Hernández, Nick Ward (74. Aziz Behich) – Grant Brebner, Archie Thompson (16. Marvin Angulo), Robbie Kruse Cheftrainer: Ernie Merrick | Clint Bolton – Sebastian Ryall, Stephan Keller, Simon Colosimo, Karol Kisel, Stuart Musialik (105. Hayden Foxe), Terry McFlynn , Byun Sung-hwan, Alex Brosque (115. Joey Gibbs), Chris Payne (73. Shannon Cole), Mark Bridge Cheftrainer: Vítězslav Lavička | Sydney FC |
| Melbourne Victory                           | 1:1 Leijer (81.) | 0:1 Bridge (63.) | Sydney FC |
| Melbourne Victory                           | Elfmeterschießen | | Sydney FC |
| Melbourne Victory                           | 0:1 Muscat 1:1 Brebner 1:2 Angulo 2:3 Broxham | 0:1 Colosimo 0:1 Cole 1:2 Foxe 1:3 Kisel 2:4 Byun | Sydney FC |
| Melbourne Victory                           | Muscat (62.), Berger (100.) | Ryall (26.), Bridge (31.), Colosimo (51.), Kisel (84.) | Sydney FC |
| Grand Final                                 | | |           |
| 20. März 2010 in Melbourne (Etihad Stadium) | | |           |
| Ergebnis: 1:1 n. V. (1:1, 0:0), 2:4 i. E.   | | |           |
| Zuschauer: 44.560                           | | |           |
| Schiedsrichter: Strebre Delovski            | | |           |

## Kreuztabelle
Die Kreuztabelle stellt die Ergebnisse aller Spiele dieser Saison dar. Die Heimmannschaft ist in der linken Spalte, die Gastmannschaft in der oberen Zeile aufgelistet.
| 2009/10 | 2009/10                | Adelaide United |         | Central Coast Mariners |         | Melbourne Victory |         | Newcastle United Jets |         | Sydney FC |         |
| ------- | ---------------------- | --------------- | ------- | ---------------------- | ------- | ----------------- | ------- | --------------------- | ------- | --------- | ------- |
| 01.     | Adelaide United        |                 | 0:2 2:0 | 1:0 1:1                | 0:2 1:1 | 0:2               | 3:3     | 1:1 0:2               | 1:0 2:3 | 2:1       | 1:1     |
| 02.     | Brisbane Roar          | 0:1             |         | 1:0 0:3                | 1:3 0:1 | 0:1               | 2:0     | 1:1 0:2               | 2:4     | 1:0 1:0   | 1:1 4:1 |
| 03.     | Central Coast Mariners | 0:0             | 2:3     |                        | 3:0 1:1 | 0:3               | 1:1 1:1 | 1:1 3:0               | 2:1 0:0 | 0:0       | 0:2     |
| 04.     | Gold Coast United      | 1:1             | 5:1     | 2:1                    |         | 2:3 1:0           | 5:0 0:2 | 2:0                   | 2:1 2:0 | 2:1 1:0   | 0:0 0:1 |
| 05.     | Melbourne Victory      | 3:1 2:0         | 3:3 2:1 | 0:2 0:4                | 4:0     |                   | 2:0     | 1:1                   | 6:2     | 0:3 0:0   | 1:1 4:0 |
| 06.     | North Queensland Fury  | 0:2 2:1         | 1:1 1:1 | 1:5                    | 2:1     | 0:1 1:0           |         | 2:1                   | 2:1 1:0 | 2:3       | 1:1     |
| 07.     | Newcastle United Jets  | 1:2             | 0:3     | 2:1                    | 1:0 3:2 | 1:3 3:2           | 2:0 3:2 |                       | 0:1     | 1:3       | 3:2 0:1 |
| 08.     | Perth Glory            | 1:0             | 1:1 2:0 | 3:1                    | 2:2     | 2:1 1:2           | 1:1     | 2:0 4:0               |         | 2:0 0:0   | 2:0     |
| 09.     | Sydney FC              | 1:0 1:0         | 2:1     | 1:0 1:0                | 0:1     | 2:0               | 0:1 4:1 | 2:1 1:3               | 3:2     |           | 2:0 3:1 |
| 10.     | Wellington Phoenix     | 1:1 1:0         | 3:1     | 0:0 3:0                | 6:0     | 1:1               | 1:1 3:0 | 3:0                   | 2:1 1:1 | 0:1       |         |

## Auszeichnungen
| Auszeichnung                                                   | Gewinner                             |
| -------------------------------------------------------------- | ------------------------------------ |
| Johnny Warren Medal (Spieler des Jahres)                       | Carlos Hernández (Melbourne Victory) |
| Reebok Golden Boot Award (Bester Torschütze)                   | Shane Smeltz (Gold Coast United)     |
| Hyundai Rising Star Award (Nachwuchsspieler des Jahres (U-20)) | Tommy Oar (Brisbane Roar)            |
| Hyundai A-League Coach of the Year (Trainer des Jahres)        | Ernie Merrick (Melbourne Victory)    |
| Zurich Referee of the Year (Schiedsrichter des Jahres)         | Strebre Delovski                     |
| Joe Marston Medal (Bester Spieler im Grand Final)              | Simon Colosimo (Sydney FC)           |
| Goalkeeper of the Year (Torhüter des Jahres)                   | Eugene Galekovic (Adelaide United)   |

## Torschützenliste
| Pl. | Nat.        | Spieler          | Verein             | Tore |
| --- | ----------- | ---------------- | ------------------ | ---- |
| 1   | Neuseeland  | Shane Smeltz     | Gold Coast United  | 19   |
| 2   | Niederlande | Sergio van Dijk  | Brisbane Roar      | 13   |
| 3   | Costa Rica  | Carlos Hernández | Melbourne Victory  | 12   |
|     | Barbados    | Paul Ifill       | Wellington Phoenix | 12   |
| 5   | Australien  | Archie Thompson  | Melbourne Victory  | 10   |